# Acto (artes escénicas)

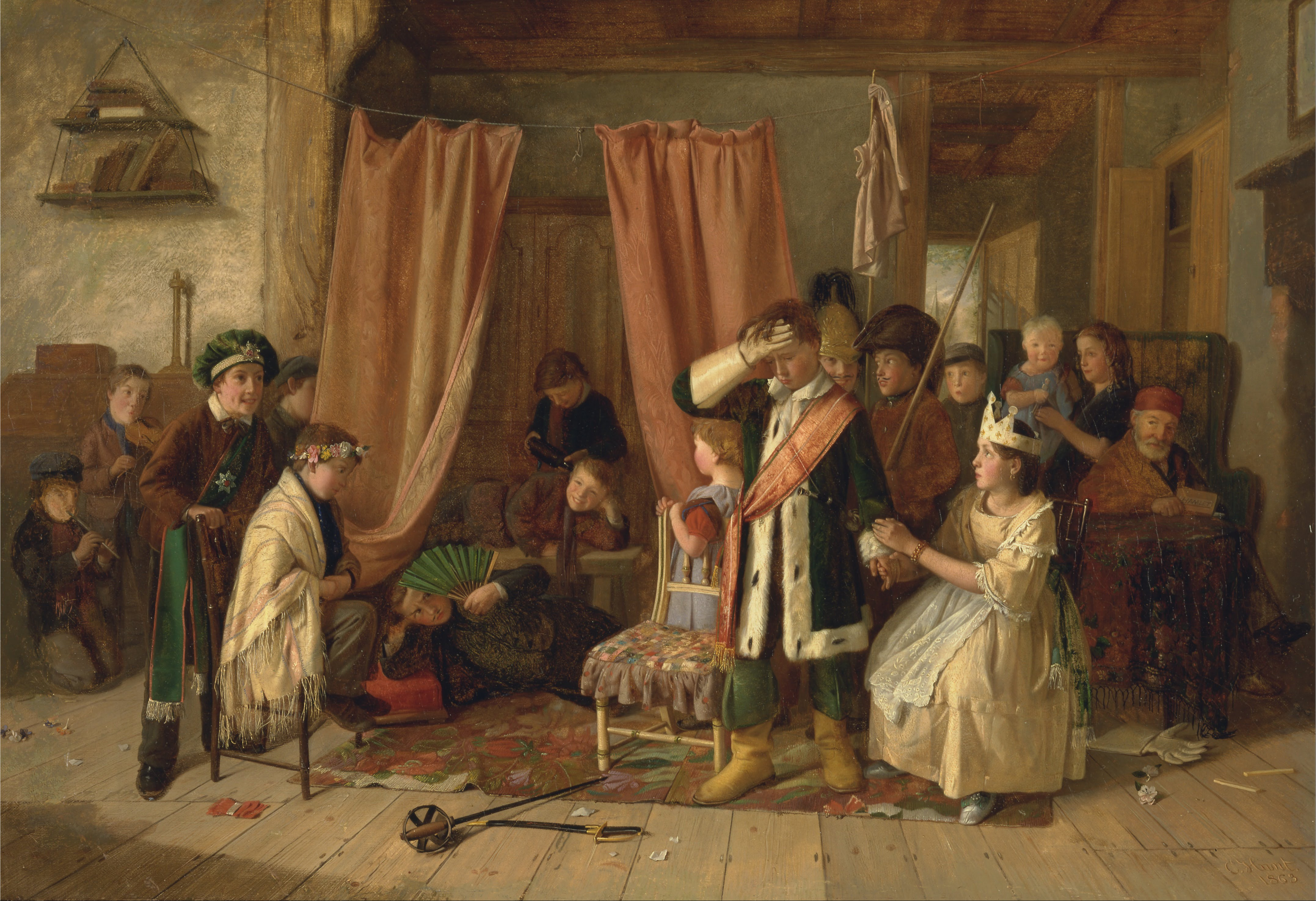
Artes escénicas

Un acto es cada una de las partes principales en las que se divide una obra escénica (obras de teatro, óperas, zarzuelas, etc). Los actos suelen estar separados por un “oscuro” (es decir, cuando se apagan todas las luces del escenario) o una pausa, por la caída del telón o por un intermedio. Cada acto suele estar compuesto de cuadros o escenas, siendo estas la unidad narrativa de acción más pequeña. En dramaturgia, un acto representa en sí mismo una unidad coherente dentro del desarrollo de la trama. Desde el Renacimiento hasta el siglo XVIII se tendía a dividir las obras en cinco actos, pero desde el siglo XIX se dividen en tres o dos actos, y las piezas cortas suelen constar de un solo acto.